# Estoa sagrada
La Estoa sagrada (en griego antiguo: Ἱερὰ στόα, romanizado: Hiera stoa) fue una antigua estoa o nave con columnas en Priene, en Asia Menor, actual Turquía.

## Historia
La estoa sagrada se construyó en el período helenístico, y suele datarse en torno a 160-150 a. C. La fecha más reciente de su existencia se sitúa en torno al 130 a. C. Según una inscripción supuestamente asociada a la estoa, esta fue donada por Orofernes, rey de Capadocia, o por Ariarates VI, dependiendo de la interpretación del texto. El nombre del edificio se conoce por otra inscripción, que data del siglo I a. C. . que menciona el nombre de Aulo Emilio Zósimo y se refiere a la ubicación de esta como"«en la estoa sagrada del ágora»" (ν τῆι ἱερᾶι στοᾶι ἐν τῆι ἀγορᾶι).

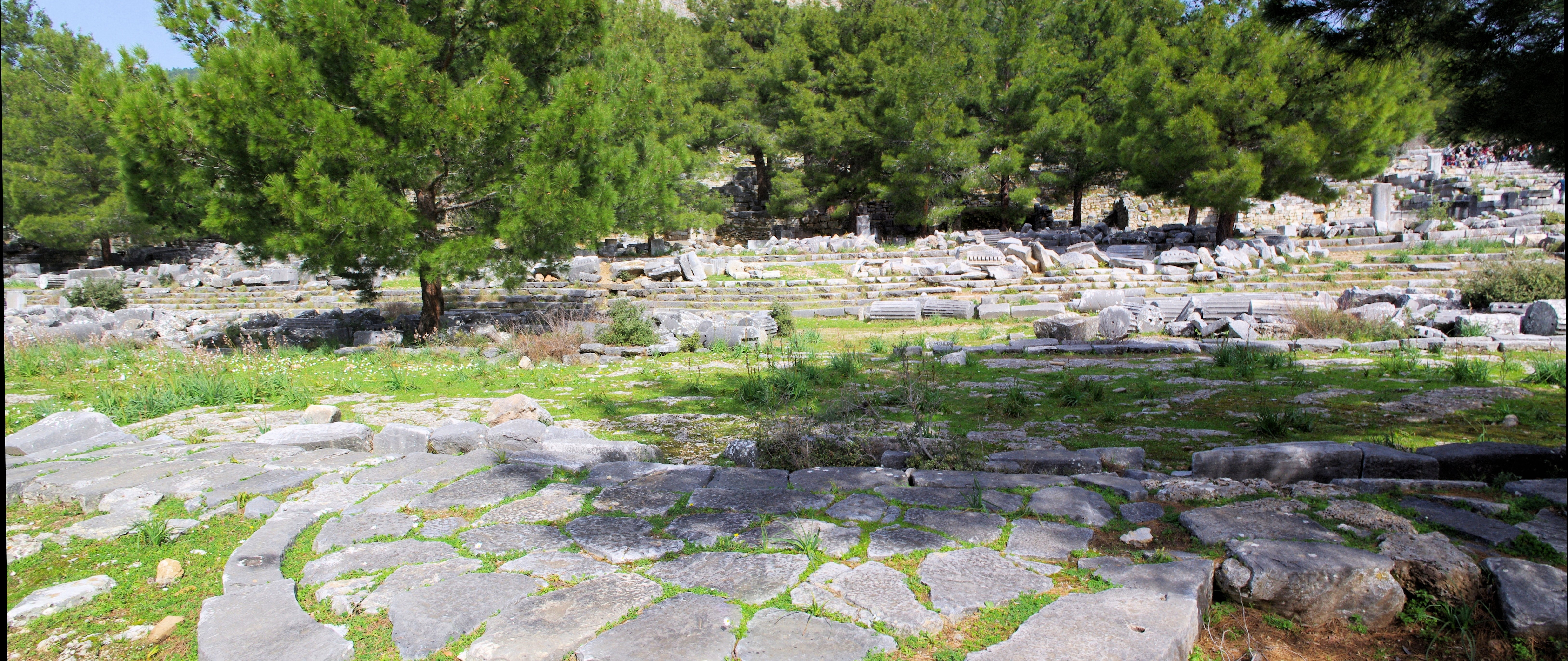
Ágora de Priene, con las ruinas de la Estoa sagrada al fondo.

El edificio se utilizó, entre otras cosas, como archivo municipal, y se han encontrado numerosas inscripciones en partes de sus muros. Durante la República romana, posiblemente ya en el 100 a. C., una de sus salas estaba dedicada al parecer al culto del emperador y al culto de Roma, la ciudad de Roma. Antes de la construcción de la estoa, es posible que existiera una estoa anterior más corta en el mismo emplazamiento.

## Descripción
La estoa estaba situada en el lado norte del ágora de Priene y se abría hacia el sur, en dirección al ágora. Tenía una longitud de 116,5 m y una profundidad de 16,8 m, de los cuales 11,8 ms correspondían a la columnata. La fachada de la estoa, con sus 49 columnas, era de estilo dórico. La altura de las columnas era de unos 5,2 m.
En el interior, 24 columnas jónicas dividían la estoa en dos naves. En la parte trasera había 15 habitaciones, todas ellas de unos 4,4 m de ancho y unos 3,6 ms de profundidad. Tres de las habitaciones eran modelos de exedra. Seis escalones conducían a la estoa desde el ágora.
En el lado norte de la estoa, detrás del ágora, se encontraban el Buleuterio y el Pritaneo.